# 원적로 (인천)
원적로(Wonjeok-ro)는 인천광역시 서구 가좌동 가재울사거리에서 부평구 부평동 산곡입구삼거리를 연결하는 도로로, 총 연장은 4.91km이다. 이름이 유래된 것은 도로가 관통하는 원적산의 이름을 인용하여 제명되었다.

## 역사
- 2009년 7월 6일 : 도로명으로 원적로를 고시

## 주요 경유지
- 서구
  - 가좌3동, 가좌2동
- 부평구
  - 산곡1동 - 산곡2동 - 산곡4동 - 청천2동 - 부평1동 - 부평4동

## 접촉하는 도로
- 열우물로
- 장고개로
- 신진말로
- 건지로
- 산곡로
- 마장로
- 안남로
- 원길로
- 부영로
- 부평대로